# Yığınçal, Doğubayazıt
Yığınçal là một xã thuộc huyện Doğubayazıt, tỉnh Ağrı, Thổ Nhĩ Kỳ. Dân số thời điểm năm 2011 là 44 người.